# Randall Duell
Randall Duell, est un chef décorateur et architecte américain, né le 14 juillet 1903 dans le Comté de Russell (Kansas), mort le 28 novembre 1992  à Los Angeles.

## Filmographie partielle
- 1941 : Duel de femmes (When Ladies Meet) de Robert Z. Leonard
- 1942 : Prisonniers du passé (Random Harvest) de Mervyn LeRoy
- 1946 : Le facteur sonne toujours deux fois (The Postman Always Rings Twice), de Tay Garnett
- 1949 : Lassie perd et gagne (The Sun Comes Up) de Richard Thorpe
- 1950 : Quand la ville dort (The Asphalt Jungle), de John Huston
- 1951 : Le Droit de tuer (The Unknown Man), de Richard Thorpe
- 1952 : Chantons sous la pluie (Singin' in the Rain) de Stanley Donen et Gene Kelly
- 1955 : Graine de violence (Blackboard Jungle) de Richard Brooks
- 1959 : J'ai épousé un Français (Count Your Blessings) de Jean Negulesco